# Doléances
Cet article possède un paronyme, voir Dolléans.
Les doléances sont des requêtes adressées par un tiers à une autorité politique ou religieuse essentiellement pour faire des remarques, ou pour exprimer un souhait.

## Cahiers de doléances en France

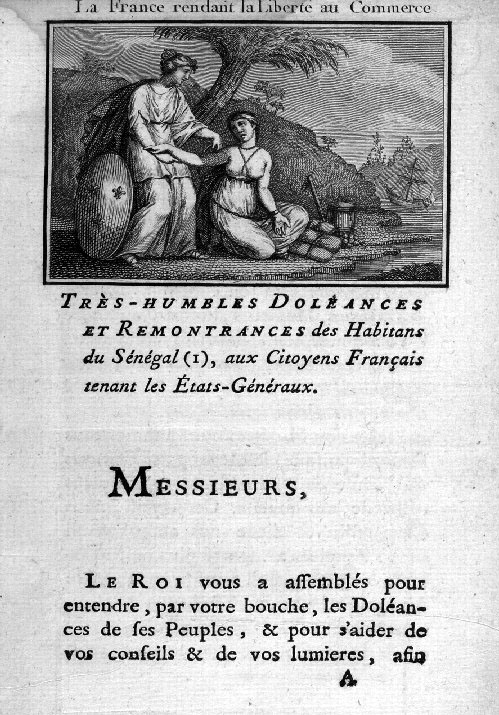
Cahier de doléances de Saint-Louis du Sénégal (1789)

Les cahiers de doléances étaient préparés par le peuple à l'adresse des États généraux, avant qu'ils soient réunis, pour exprimer des remontrances ou faire des remarques.
De tels cahiers ont été rédigés pour la première fois lors des États généraux de 1614, avant-derniers États généraux tenus en France.
EXTRAIT DU RÈGLEMENT SUR LES DOLÉANCES POUR PARIS
« lundi 13 avril 1789
Règlement pour la convocation des trois États dans la Ville de Paris
Voici les dispositions prises pour l'organisation des assemblées des trois Ordres dans la Ville de Paris.
Le mardi 21 avril, les curés s'assembleront dans l'endroit qui leur paraîtra le plus convenable. Seront conviés tous les ecclésiastiques de plus de vingt-cinq ans, nés français. Cette assemblée désignera ses représentants aux États Généraux à raison de 1 pour 20 présents.
L'assemblée générale de l'Ordre de la Noblesse se tiendra le lundi 20 avril et réunira tous les nobles possédant fiefs dans l'enceinte des murs et ayant la noblesse acquise et transmissible, âgés de plus de vingt-cinq ans. Ils désigneront leurs représentants à raison de 1 pour 10.
L'assemblée du Tiers se tiendra le mardi 21 et sera divisée en 60 arrondissements. Elle réunira les habitants nés français de plus de vingt-cinq ans pouvant justifier d'un titre d'emploi ou d'office, de lettres de maîtrise ou encore d'une lettre d'amortissement de capitation d'au moins 10 livres.
La réunion se déroulera à partir de 9 heures, portes fermées et les présents désigneront leurs représentants à raison de 1 pour 100 présents.
Tous les représentants élus se rendront à l'assemblée du corps municipal le mercredi 22 avril pour rédiger les cahiers qui seront envoyés aux États. Par ailleurs, l'assemblée des trois États de la Ville de Paris se réunira le jeudi 24 avril pour rédiger les cahiers de chacun des trois Ordres.
Il sera libre à ceux qui voudraient présenter des observations ou des instructions en vue de cette assemblée, de les déposer au Châtelet ou à l'Hôtel de ville. Ils seront remis aux commissaires chargés de la rédaction des cahiers.
L'Université de Paris aura le droit de désigner des représentants qui iront directement à l'assemblée des trois États de la Ville. » 
La rédaction des cahiers qui seront portés à Versailles sont l'aboutissement d'un long et complexe processus. Chaque communauté (village, paroisses urbaines, corporation) doit rédiger et peut rédiger des cahiers de doléances primaires qui seront ensuite fondus progressivement ensemble pour former enfin le cahier définitif. Les Ordres peuvent rédiger des cahiers séparés, ce qui représente le cas le plus fréquent, ou communs aux trois Ordres.
Les cahiers de doléances du tiers état sont de trois types : cahiers de paroisse, cahiers de corporations (cahiers primaires) et cahiers de bailliage.

## Doléances religieuses
Sont appelées « doléances religieuses » les demandes adressées par le peuple à un prêtre, soit pour lui demander une indulgence, soit pour un enterrement ou une confession. Comme les prêtres de campagne, en raison des grandes distances et du manque de moyens de transports, étaient souvent à l'autre bout de la région, ce type de lettres étaient très courantes. Généralement courtes, elles sont analogues aux placets de la cour de Louis XIV.
Lors d'un décès, les lettres adressées au veuf par les amis du décédé ou du veuf sont appelées les condoléances.